# Jeux mondiaux urbains de 2019
Navigation
2021
Les Ier Jeux mondiaux urbains se déroulent du 13 au 15 septembre 2019 à Budapest en Hongrie.

## Désignation de la ville hôte
C'est tout d'abord la ville de Los Angeles qui est retenu en novembre 2018 pour accueillir les deux premiers évènement en 2019 et 2021. Cependant, en mars 2019, l'association annonce que ce sera Budapest la ville hôte après des désaccords sur le programme à retenir

## Organisation

### Budget
Un premier budget est estimé en avril 2019 à 7 millions de dollar.
Les partenaires privilégiés de cette édition sont Magyar Telekom et MOL Limo, une entreprise de location de voiture. Volkswagen est aussi un des partenaires officiels.

### Lieux et infrastructures
Les jeux se sont déroulés près des anciennes halles désaffectées (Nagyvásártelep, Csepeli bejáró) situé au sud du centre-ville. Le grand bâtiment industriel, appelé Nagyvásárcsarnok, date de 1932. 
L’ensemble de la zone y compris le bâtiment est revitalisé pour l'occasion et fera place ensuite à un projet de revitalisation pour y installer un campus universitaire.

### Identité visuelle
La charte visuelle des Jeux mondiaux urbains s'appuie le nom "World Urban Games" avec certaines lettres en miroir ou de biais et des lettres de couleurs reprenant le sigle de l'organisateur GAISF, le G étant également de biais.

### Médias
Eurosport est le diffuseur officiel de la compétition

## Pays participants
Le chiffres entre parenthèses correspond au nombre de participant et en italique les participants aux épreuves de démonstration
| Afrique                    | Amériques | Asie                                                                                                | Europe | Océanie                                  |
| -------------------------- | --- | --------------------------------------------------------------------------------------------------- | --- | ---------------------------------------- |
| - Algérie (1) - Égypte (2) | - Argentine (4+2) - Brésil (3) - Canada (3+1) - Chili (2) - Colombie (7) - Costa Rica (2) - Mexique (4) - Pérou (1) - États-Unis (14+3) - Venezuela (4) | - Chine (6+3) - Japon (11) - Corée du Sud (3) - Thaïlande (2) - Chinese Taipei (1) - Kazakhstan (1) | - Belgique (2) - Biélorussie (4+3) - Bulgarie (1) - Croatie (1) - Tchéquie (4+1) - Espagne (7) - France (21) - Grande-Bretagne (8+3) - Allemagne (5+2) - Grèce (1) - Hongrie (14+17) - Israël (2) - Italie (5) - Lettonie (3) - Pays-Bas (17+2) - Norvège (1) - Pologne (16) - Portugal (1) - Roumanie (8) - Russie (16+1) - Suisse (4) - Suède (2) - Ukraine (13+1) - Irlande (2) - Turquie (1) | - Australie (6+1) - Nouvelle-Zélande (1) |

## Disciplines
Six disciplines sont présents pour cette première édition
- Basket-ball 3x3 (2)
- BMX freestyle (2)
- Breakdance (2)
- Ultimate freestyle (2)
- Parkour (4)
- Roller freestyle (2)

Deux disciplines en démonstration
- laser-run
- Aviron indoor

## Calendrier des compétitions
La compétition se déroule sur trois jours avec en parallèle un festival de musique 
| CO | Cérémonie d'ouverture | ● | Jour de compétition |  | Jour de finale | 4 | Nombre de finales | CC | Cérémonie de clôture |

| septembre 2019     | septembre 2019     | 13 Ven | 14 Sam | 15 Dim | Épreuves |
| ------------------ | ------------------ | ------ | ------ | ------ | -------- |
| BMX freestyle      | BMX freestyle      | ●      | ●      | 2      | 2        |
| Roller freestyle   | Roller freestyle   | ●      | 2      |        | 2        |
| Basket-ball 3x3    | Basket-ball 3x3    | ●      | ●      | 2      | 2        |
| Ultimate freestyle | Ultimate freestyle | ●      | 1      |        | 1        |
| Parkour            | Parkour            | ●      | 2      | 2      | 4        |
| Breakdance         | Breakdance         | ●      | 2      |        | 2        |

## Médaillés

### BMX Freestyle
| Épreuves | Or                       | Argent                 | Bronze                             |
| -------- | ------------------------ | ---------------------- | ---------------------------------- |
| Hommes   | Brandon Loupos 94,10 pts | Logan Martin 93,40 pts | Justin Dowell 93,20 pts            |
| Femmes   | Hannah Roberts 93,00 pts | Minato Oike 87,20 pts  | Liszurley Villegas Serna 83,00 pts |

### Roller Freestyle
| Épreuves | Or                        | Argent                  | Bronze                  |
| -------- | ------------------------- | ----------------------- | ----------------------- |
| Hommes   | Roman Abrate 92,00 pts    | Maxime Genoud 90,66 pts | Sem Croft 89,33 pts     |
| Femmes   | Misaki Katamaya 78,33 pts | Maria Nuñoz 75,66 pts   | Suzuka Hyoyam 73,66 pts |

### Ultimate Freestyle
| Épreuves | Or                                  | Argent                              | Bronze                                       |
| -------- | ----------------------------------- | ----------------------------------- | -------------------------------------------- |
| Mixte    | Daniel O'Neill Emma Kahle 52,30 pts | Ryan Young Juliana Korver 50,90 pts | Eduardo Turri Maxine Mittempergher 49,62 pts |

### Basket 3x3
| Épreuves | Or                                                                                | Argent                                                                                     | Bronze                                                                      |
| -------- | --------------------------------------------------------------------------------- | ------------------------------------------------------------------------------------------ | --------------------------------------------------------------------------- |
| Hommes   | France - Thomas Pottier - Jules Rambaut - Franck Seguela - Timothé Vergiat        | Russie - Dmitrii Cheburkin - Andrey Kiselev - Sergey Krivykh                               | Ukraine - Yevhen Balaban - Anton Musiienko - Nikita Ruslov - Ivan Tkachenko |
| Femmes   | Russie - Ievguenia Frolkina - Olga Frolkina - Ioulia Kozik - Ekaterina Polyashova | France - Lisa Berkani - Myriam Djekoundade - Victoria Majekodunmi - Catherine Mosengo-Masa | Chine - Wenxi Ha - Xuemei Pan - Haimei Wang - Lingge Zhang                  |

Phase finale Hommes
|  | Quarts de finale | Quarts de finale | Quarts de finale | Quarts de finale |        |        | Demi-finales | Demi-finales | Demi-finales                  | Demi-finales                  |                               |                               | Finale | Finale | Finale | Finale |
|  |                  |                  |                  |                  |        |        |              |              |                               |                               |                               |                               |        |        |        |        |
|  |                  |                  |                  |                  |        |        |              |              |                               |                               |                               |                               |        |        |        |        |
|  |                  |                  |                  |                  |        |        |              |              |                               |                               |                               |                               |        |        |        |        |
|  |                  |                  |                  |                  |        |        |              |              |                               |                               |                               |                               |        |        |        |        |
|  |                  |                  |                  |                  |        |        |              |              |                               |                               |                               |                               |        |        |        |        |
|  |                  |                  |                  |                  |        |        |              |              |                               |                               |                               |                               |        |        |        |        |
|  | Russie           | Russie           | 21               | 21               |        |        |              |              |                               |                               |                               |                               |        |        |        |        |
|  | Russie           | Russie           | 21               | 21               |        |        |              |              |                               |                               |                               |                               |        |        |        |        |
|  |                  |                  | Belarus          | Belarus          | 15     | 15     |              |              |                               |                               |                               |                               |        |        |        |        |
|  | Belarus          | Belarus          | Belarus          | Belarus          | 15     | 15     | 21           | 21           |                               |                               |                               |                               |        |        |        |        |
|  | Belarus          | Belarus          |                  |                  |        |        |              | 21           |                               |                               |                               |                               |        |        |        |        |
|  | Roumanie         | Roumanie         | 18               | 18               |        |        |              |              |                               |                               |                               |                               |        |        |        |        |
|  | Roumanie         | Roumanie         | 18               | 18               | Russie | Russie | 13           | 13           |                               |                               |                               |                               |        |        |        |        |
|  |                  |                  |                  |                  | Russie | Russie | 13           | 13           |                               |                               |                               |                               |        |        |        |        |
|  |                  |                  | France           | France           | 21     | 21     |              |              |                               |                               |                               |                               |        |        |        |        |
|  | Ukraine          | Ukraine          | France           | France           | 21     | 21     | 22           | 22           |                               |                               |                               |                               |        |        |        |        |
|  | Ukraine          | Ukraine          |                  |                  |        |        |              |              |                               |                               |                               |                               |        |        |        |        |
|  | Pays-Bas         | Pays-Bas         | 9                | 9                |        |        |              |              |                               |                               |                               |                               |        |        |        |        |
|  | Pays-Bas         | Pays-Bas         | 9                | 9                | France | France | 21           | 21           | Match pour la troisième place | Match pour la troisième place | Match pour la troisième place | Match pour la troisième place |        |        |        |        |
|  |                  |                  |                  |                  | France | France | 21           | 21           | Match pour la troisième place | Match pour la troisième place | Match pour la troisième place | Match pour la troisième place |        |        |        |        |
|  |                  |                  | Ukraine          | Ukraine          | 20     | 20     |              |              |                               |                               |                               |                               |        |        |        |        |
|  |                  |                  |                  |                  | 20     | 20     |              |              |                               |                               |                               |                               |        |        |        |        |
|  |                  |                  |                  |                  |        |        |              | Ukraine      | Ukraine                       | 18                            | 18                            |                               |        |        |        |        |
|  |                  |                  |                  |                  |        |        |              | Ukraine      | Ukraine                       | 18                            | 18                            |                               |        |        |        |        |
|  | Belarus          | Belarus          | 16               | 16               |        |        |              |              |                               |                               |                               |                               |        |        |        |        |
|  |                  |                  |                  |                  |        |        |              |              |                               |                               |                               |                               |        |        |        |        |

Phase finale Femmes
|  | Quarts de finale | Quarts de finale | Quarts de finale | Quarts de finale |        |        | Demi-finales | Demi-finales | Demi-finales                  | Demi-finales                  |                               |                               | Finale | Finale | Finale | Finale |
|  |                  |                  |                  |                  |        |        |              |              |                               |                               |                               |                               |        |        |        |        |
|  |                  |                  |                  |                  |        |        |              |              |                               |                               |                               |                               |        |        |        |        |
|  |                  |                  |                  |                  |        |        |              |              |                               |                               |                               |                               |        |        |        |        |
|  |                  |                  |                  |                  |        |        |              |              |                               |                               |                               |                               |        |        |        |        |
|  |                  |                  |                  |                  |        |        |              |              |                               |                               |                               |                               |        |        |        |        |
|  |                  |                  |                  |                  |        |        |              |              |                               |                               |                               |                               |        |        |        |        |
|  | Russie           | Russie           | 20               | 20               |        |        |              |              |                               |                               |                               |                               |        |        |        |        |
|  | Russie           | Russie           | 20               | 20               |        |        |              |              |                               |                               |                               |                               |        |        |        |        |
|  |                  |                  | Pays-Bas         | Pays-Bas         | 7      | 7      |              |              |                               |                               |                               |                               |        |        |        |        |
|  | Ukraine          | Ukraine          | Pays-Bas         | Pays-Bas         | 7      | 7      | 18           | 18           |                               |                               |                               |                               |        |        |        |        |
|  | Ukraine          | Ukraine          |                  |                  |        |        |              | 18           |                               |                               |                               |                               |        |        |        |        |
|  | Pays-Bas         | Pays-Bas         | 22               | 22               |        |        |              |              |                               |                               |                               |                               |        |        |        |        |
|  | Pays-Bas         | Pays-Bas         | 22               | 22               | Russie | Russie | 16           | 16           |                               |                               |                               |                               |        |        |        |        |
|  |                  |                  |                  |                  | Russie | Russie | 16           | 16           |                               |                               |                               |                               |        |        |        |        |
|  |                  |                  | France           | France           | 13     | 13     |              |              |                               |                               |                               |                               |        |        |        |        |
|  | France           | France           | France           | France           | 13     | 13     | 13           | 13           |                               |                               |                               |                               |        |        |        |        |
|  | France           | France           |                  |                  |        |        |              |              |                               |                               |                               |                               |        |        |        |        |
|  | Hongrie          | Hongrie          | 10               | 10               |        |        |              |              |                               |                               |                               |                               |        |        |        |        |
|  | Hongrie          | Hongrie          | 10               | 10               | Chine  | Chine  | 8            | 8            | Match pour la troisième place | Match pour la troisième place | Match pour la troisième place | Match pour la troisième place |        |        |        |        |
|  |                  |                  |                  |                  | Chine  | Chine  | 8            | 8            | Match pour la troisième place | Match pour la troisième place | Match pour la troisième place | Match pour la troisième place |        |        |        |        |
|  |                  |                  | France           | France           | 19     | 19     |              |              |                               |                               |                               |                               |        |        |        |        |
|  |                  |                  |                  |                  | 19     | 19     |              |              |                               |                               |                               |                               |        |        |        |        |
|  |                  |                  |                  |                  |        |        |              | Chine        | Chine                         | 21                            | 21                            |                               |        |        |        |        |
|  |                  |                  |                  |                  |        |        |              | Chine        | Chine                         | 21                            | 21                            |                               |        |        |        |        |
|  | Pays-Bas         | Pays-Bas         | 19               | 19               |        |        |              |              |                               |                               |                               |                               |        |        |        |        |
|  |                  |                  |                  |                  |        |        |              |              |                               |                               |                               |                               |        |        |        |        |

### Breaking
| Épreuves | Or                     | Argent               | Bronze                      |
| -------- | ---------------------- | -------------------- | --------------------------- |
| Hommes   | Victor Montalvo Victor | Menno van Gorp Menno | Sergei Chernyshev Bumblebee |
| Femmes   | Ami Yuasa Ami          | Choi Grass Sunny     | Elann Edra Logan Logistx    |

### Parkour
| Épreuves         | Or                              | Argent                      | Bronze                     |
| ---------------- | ------------------------------- | --------------------------- | -------------------------- |
| Speed-run Hommes | Srovnal Matej 21'92             | Alberto Gomez 21'92         | Oleksandr Titarenko 22'00  |
| Freestyle Hommes | Evgueni Aroian 25 pts           | Krystian Kowalewski 25 pts  | Dimitris Kyrsanidis 24 pts |
| Speed-run Femmes | Stefanny Navarro 14'54          | Aleksandra Shevchenko 15'73 | Stephania Zitis 15'74      |
| Freestyle Femmes | Aleksandra Shevchenko 24,50 pts | Adela Merkova 22 pts        | Bo Zuijderwijk 20,50 pts   |

## Tableau des médailles
- Pays organisateur

| Rang               | Nation             | Or | Argent | Bronze | Total |
| ------------------ | ------------------ | -- | ------ | ------ | ----- |
| 1                  | États-Unis         | 3  | 2      | 2      | 7     |
| 2                  | Russie             | 3  | 2      | 1      | 6     |
| 3                  | Japon              | 2  | 1      | 1      | 4     |
| 4                  | France             | 2  | 1      | 0      | 3     |
| 4                  | Espagne            | 2  | 1      | 0      | 3     |
| 6                  | Australie          | 1  | 1      | 1      | 3     |
| 7                  | Tchéquie           | 1  | 1      | 0      | 2     |
| 8                  | Pays-Bas           | 0  | 1      | 2      | 3     |
| 9                  | Suisse             | 0  | 1      | 0      | 1     |
| 9                  | Pologne            | 0  | 1      | 0      | 1     |
| 10                 | Ukraine            | 0  | 0      | 2      | 2     |
| 11                 | Colombie           | 0  | 0      | 1      | 1     |
| 11                 | Italie             | 0  | 0      | 1      | 1     |
| 11                 | Chine              | 0  | 0      | 1      | 1     |
| 11                 | Grèce              | 0  | 0      | 1      | 1     |
| Total (14 nations) | Total (14 nations) | 0  | 0      | 0      | 0     |